# 우천학원 (우신고등학교)
학교법인 우천학원은 우신중학교, 우신고등학교가 소속된 학교법인이다. 설립자는 하이트진로 설립자인  우천 장학엽 이사장이다.

## 연혁
- 1972년 7월 14일 : 학교법인 우천학원 설립, 진로주조(주)사장 직을 지낸 우천 장학엽 선생이 초대 재단 이사장 직으로 취임
- 1973년 1월 5일 : 우신 중ㆍ고등학교 인가(중 15학급, 고 36학급)
- 1973년 12월 30일 : 고등학교 본관 준공(연건평 1,650평)
- 1974년 1월 15일 : 초대 이종근(李鍾根) 교장 취임(중고 교장 겸임)
- 1974년 3월 5일 : 개교식 및 제1회 입학식 거행
- 1974년 5월 23일 : 개교기념일 지정
- 1977년 1월 6일 : 제1회 졸업식 거행
- 1985년 3월 25일 : 제2대 장학형(張學炯) 이사장 취임
- 1994년 5월 23일 : 개교 20주년 기념식 및 『우신 20년사』 발간
- 2004년 5월 22일 : 개교 30주년 기념식 및 『우신 30년사』 발간
- 2006년 8월 31일 : 제3대 장문수(張文壽) 이사장 취임
- 2015년 6월 22일 : 자율형 사립 고등학교 지정 취소
- 2015년 8월 13일 : 교육부, 자율형 사립 고등학교 지정 취소 동의
- 2016년 2월 4일 : 제40회 졸업식 거행(40회 졸업생 228명)(졸업생 총계 25,694명)
- 2016년 3월 1일 : 제12대 김현일 교장 취임 및 후기 고등학교로 전환